# František Navrátil (politik)
František Navrátil (4. ledna 1878 Ludéřov – 3. února 1954 Olomouc), byl československý politik a meziválečný poslanec Národního shromáždění za Československou stranu lidovou.

## Biografie
Po absolvování základní školní docházky pomáhal rodičům na hospodářství. Po vojenské službě vstoupil k četnictvu - do roku 1901 sloužil u 2. zemského četnického velitelství v Praze. Roku 1902 se oženil a usadil se jako rolník v Laškově. Roku 1920 se odstěhoval do Olomouce. Politicky aktivní byl již za Rakouska-Uherska, od svého mládí. Už počátkem 20. století se angažoval v katolickém politickém táboře na Moravě. V roce 1902 byl zvolen do obecního zastupitelstva a od roku 1907 působil jako starosta obce Laškov. Byl dlouholetým členem Ústředního výkonného výboru ČSL a místopředsedou Svazu lidových zemědělců.
Ve volbách do Říšské rady roku 1911 se stal poslancem Říšské rady (celostátní parlament) jako jeden ze sedmi českých katolických poslanců zvolených na Moravě. Byl zvolen za český okrsek Morava 22. Usedl do poslanecké frakce Katolická národní strana. Ve vídeňském parlamentu setrval do zániku monarchie.
V zemských volbách roku 1913 byl zvolen na Moravský zemský sněm za českou všeobecnou kurii, obvod Boskovice, Mohelnice, Šumperk atd. Podle jiného zdroje byl zemským poslancem již od roku 1906.
V letech 1918-1920 zasedal v československém Revolučním národním shromáždění. V parlamentních volbách v roce 1920 se stal poslancem Národního shromáždění a mandát obhájil v následujících volbách, tedy v parlamentních volbách v roce 1925 i parlamentních volbách v roce 1929.
Podle údajů k roku 1929 byl profesí rolníkem v Laškově. V parlamentních volbách v roce 1935 neuspěl a po nich se zcela stáhl z politiky.